# Andriy Nesmachny
Andriy Nesmachny, né le 28 février 1979 à Briansk (Russie), était un ancien footballeur ukrainien. Il jouait au poste d'arrière gauche et a évolué avec l'équipe d'Ukraine et le Dynamo Kiev.

## Carrière

### En club
En 2007, Nesmachny était la cible d'un éventuel transfert à Blackburn Rovers. Mark Hughes, alors entraîneur de l'équipe anglaise, a confirmé son intérêt pour l'arrière gauche, affirmant qu'il avait "une belle expérience internationale". Cependant, le joueur a refusé la proposition du club de Blackburn, et resterait au Dynamo Kiev jusqu'à sa retraite en 2011. Il disputera 40 matchs de phase finale de Ligue des Champions sous les couleurs du club.
Il évolue pendant 14 saisons sous le maillot du Dynamo Kiev, restant fidèle au club pendant toute sa carrière.

### En équipe nationale
Nesmachny participe à la Coupe du Monde 2006 avec l'équipe d'Ukraine.
Son premier match pour l'équipe nationale d'Ukraine a eu lieu en avril 2000, lors d'une victoire 1-0 contre la Bulgarie. Après cela, il a participé aux campagnes infructueuses dans les qualifications pour la Coupe du Monde 2002 qui a eu lieu en Corée du Sud et au Japon (quand il a perdu sa place au repêchage pour l'Allemagne), et ne se qualifie pas pour l'Euro 2004 au Portugal, en se faisant éliminer du groupe qualificatif pour l'Euro 2004 par la Grèce première du groupe, et l'Espagne deuxième du groupe.
Lors de la Coupe du Monde 2006 en Allemagne, l'arrière latéral était le partant de l'équipe nationale et commandait la défense de l'équipe, qui finirait par être éliminée en quarts-de-finale après avoir perdu 3-0 du futur champion l'Italie, ayant tout de même réussit à éliminer la Suisse en huitièmes-de-finale aux tirs au but. Nesmachny a même annoncé sa retraite internationale en 2007, mais il est revenu sur sa décision et a également disputé les éliminatoires de l'Euro 2008 qui a eu lieu en Suisse et en Autriche, en se faisant éliminer du groupe qualificatif pour l'Euro 2008 par l'Italie première du groupe, la France deuxième du groupe, et l'Écosse, troisième du groupe, où l'Ukraine a terminé quatrième du groupe, et n'a donc pas obtenu sa qualification. Son dernier match pour son équipe nationale était contre la Slovaquie en février 2009. Au total, il aura fait 67 matchs, pour aucun but.

### Vie privée
Andriy Nesmachny, tout comme ses parents, sont Témoins de Jéhovah.

## Palmarès
- Dynamo Kiev
  - Champion d'Ukraine en 2000, 2001, 2003, 2004, 2007 et 2009.
  - Vainqueur de la Coupe d'Ukraine en 2003, 2005, 2006 et 2007.
  - Vainqueur de la Supercoupe d'Ukraine en 2004, 2006, 2007 et 2009.

## Statistiques
| Saison                | Club                  | Championnat           | Championnat | Championnat | Coupe(s) nationale(s) | Coupe(s) nationale(s) | Compétition(s) continentale(s) | Compétition(s) continentale(s) | Compétition(s) continentale(s) | Total | Total |
| Saison                | Club                  | Division              | M.          | B.          | M.                    | B.                    | Comp.                          | M.                             | B.                             | M.    | B.    |
| 1996-1997             | Dynamo-3 Kiev         | D4                    | 12          | 0           | -                     | -                     | -                              | -                              | -                              | 12    | 0     |
| 1997-1998             | Dynamo-3 Kiev         | D3                    | 19          | 3           | 7                     | 0                     | -                              | -                              | -                              | 26    | 3     |
| 1998-1999             | Dynamo-3 Kiev         | D3                    | 9           | 1           | -                     | -                     | -                              | -                              | -                              | 9     | 1     |
| 1999-2000             | Dynamo-3 Kiev         | D3                    | 2           | 0           | -                     | -                     | -                              | -                              | -                              | 2     | 0     |
| Sous-total            | Sous-total            | Sous-total            | 42          | 4           | 7                     | 0                     | -                              | -                              | -                              | 49    | 4     |
| 1997-1998             | Dynamo-2 Kiev         | D2                    | 14          | 2           | -                     | -                     | -                              | -                              | -                              | 14    | 2     |
| 1998-1999             | Dynamo-2 Kiev         | D2                    | 22          | 0           | 2                     | 0                     | -                              | -                              | -                              | 24    | 0     |
| 1999-2000             | Dynamo-2 Kiev         | D2                    | 12          | 2           | -                     | -                     | -                              | -                              | -                              | 12    | 2     |
| 2000-2001             | Dynamo-2 Kiev         | D2                    | 1           | 0           | -                     | -                     | -                              | -                              | -                              | 1     | 0     |
| 2001-2002             | Dynamo-2 Kiev         | D2                    | 4           | 0           | -                     | -                     | -                              | -                              | -                              | 4     | 0     |
| 2003-2004             | Dynamo-2 Kiev         | D2                    | 3           | 0           | -                     | -                     | -                              | -                              | -                              | 3     | 0     |
| Sous-total            | Sous-total            | Sous-total            | 56          | 4           | 2                     | 0                     | -                              | -                              | -                              | 58    | 4     |
| 1997-1998             | Dynamo Kiev           | D1                    | 1           | 0           | -                     | -                     | -                              | -                              | -                              | 1     | 0     |
| 1999-2000             | Dynamo Kiev           | D1                    | 16          | 0           | 3                     | 0                     | C1                             | 4                              | 0                              | 23    | 0     |
| 2000-2001             | Dynamo Kiev           | D1                    | 25          | 3           | -                     | -                     | C1                             | 8                              | 0                              | 33    | 3     |
| 2001-2002             | Dynamo Kiev           | D1                    | 21          | 2           | 4                     | 1                     | C1                             | 8                              | 0                              | 33    | 3     |
| 2002-2003             | Dynamo Kiev           | D1                    | 29          | 0           | 5                     | 0                     | C1+C3                          | 9+1                            | 0                              | 44    | 0     |
| 2003-2004             | Dynamo Kiev           | D1                    | 15          | 1           | 2                     | 0                     | C1                             | 8                              | 0                              | 25    | 1     |
| 2004-2005             | Dynamo Kiev           | D1                    | 25          | 0           | 4                     | 0                     | C1+C3                          | 2+2                            | 0                              | 33    | 0     |
| 2005-2006             | Dynamo Kiev           | D1                    | 19          | 0           | 4                     | 0                     | C1                             | 2                              | 0                              | 25    | 0     |
| 2006-2007             | Dynamo Kiev           | D1                    | 21          | 3           | 5                     | 0                     | C1                             | 3                              | 0                              | 29    | 3     |
| 2007-2008             | Dynamo Kiev           | D1                    | 17          | 0           | 3                     | 0                     | C1                             | 4                              | 0                              | 24    | 0     |
| 2008-2009             | Dynamo Kiev           | D1                    | 22          | 2           | 3                     | 0                     | C1+C3                          | 7+4                            | 0                              | 36    | 2     |
| 2009-2010             | Dynamo Kiev           | D1                    | 13          | 0           | 1                     | 0                     | -                              | -                              | -                              | 14    | 0     |
| 2010-2011             | Dynamo Kiev           | D1                    | 3           | 0           | 1                     | 0                     | C3                             | 1                              | 0                              | 5     | 0     |
| Sous-total            | Sous-total            | Sous-total            | 227         | 11          | 35                    | 1                     | -                              | 63                             | 0                              | 325   | 12    |
| Total sur la carrière | Total sur la carrière | Total sur la carrière | 325         | 19          | 44                    | 1                     | -                              | 63                             | 0                              | 432   | 20    |